# 田邉光平
田邉 光平（たなべ こうへい、2001年10月9日 - ）は三重県出身のサッカー選手。Jリーグ・レノファ山口FC所属。ポジションはミッドフィールダー。

## 来歴
名古屋グランパスの育成組織出身で、U-18時代の2019年には古賀聡監督の下で背番号10を託され、個人の戦術眼や技術、判断の部分をボトムアップする「グラウンドマネージャー」の役割を担い、クラブユース選手権・Jユースカップの二冠、U-18プレミアリーグWEST優勝に貢献し、名古屋ユーズの黄金期を支えた。
卒業後はトップ昇格は叶わず、中央大学に進学。サッカー部では1年生から出場経験を積む。
2023年9月5日、高校時代から練習参加していたレノファ山口FCへの2024年シーズンからの加入が発表され、新シーズンの開幕戦からスタメンをつかんだ。

## 所属クラブ
- 桑名JFCサッカースポーツ少年団
- 名古屋グランパスU-12
- 名古屋グランパスU-15
- 名古屋グランパスU-18
- 2020年 - 2023年 中央大学
- 2024年 -  レノファ山口FC

## 個人成績
| 国内大会個人成績 | 国内大会個人成績 | 国内大会個人成績 | 国内大会個人成績 | 国内大会個人成績 | 国内大会個人成績 | 国内大会個人成績 | 国内大会個人成績 | 国内大会個人成績 | 国内大会個人成績 | 国内大会個人成績 | 国内大会個人成績 |
| 年度             | クラブ           | 背番号           | リーグ           | リーグ戦         | リーグ戦         | リーグ杯         | リーグ杯         | オープン杯       | オープン杯       | 期間通算         | 期間通算         |
| 年度             | クラブ           | 背番号           | リーグ           | 出場             | 得点             | 出場             | 得点             | 出場             | 得点             | 出場             | 得点             |
| 日本             | 日本             | 日本             | 日本             | リーグ戦         | リーグ戦         | リーグ杯         | リーグ杯         | 天皇杯           | 天皇杯           | 期間通算         | 期間通算         |
| ---------------- | ---------------- | ---------------- | ---------------- | ---------------- | ---------------- | ---------------- | ---------------- | ---------------- | ---------------- | ---------------- | ---------------- |
| 2024             | 山口             | 37               | J2               | 31               | 0                | 0                | 0                | 3                | 0                | 34               | 0                |
| 2025             | 山口             | 17               | J2               |                  |                  |                  |                  |                  |                  |                  |                  |
| 通算             | 日本             | 日本             | J2               | 31               | 0                | 0                | 0                | 3                | 0                | 34               | 0                |
| 総通算           | 総通算           | 総通算           | 総通算           | 31               | 0                | 0                | 0                | 3                | 0                | 34               | 0                |

出場歴
- Jリーグ初出場 - 2024年3月3日 J2第1節 vs 横浜FC戦 (ニッパツ三ツ沢球技場)

## タイトル

### クラブ
名古屋グランパスU-18
- 日本クラブユースサッカー選手権 (U-18)大会 (2019年)
- Jユースカップ (2019年)

### 個人
- 第96回関東大学サッカーリーグ戦2部 アシスト王 (2022年)